# Lorentz Skougaard-Severini
Lorentz Severin Skougaard (med konstnärsnamnet Skougaard-Severini), född 11 maj 1837 vid Farsund, död 1885 i New York, var en norsk sångare (tenor) och sångpedagog. Han var bror till Johan Skougaard.
Skougaard studerade för Manuel Patricio Rodríguez García, Gilbert Duprez och Heinrich Panofka, debuterade i Saluzzo 1860 som Edgardo i "Lucia" samt uppträdde med framgång på flera orter i Tyskland, Italien och Skandinavien (i Stockholm sjöng han 1864 Fernando i "Leonora" och Manrico i "Trubaduren"). År 1866 bosatte han sig i New York och blev en av denna stads mest eftersökta sånglärare samt höll årliga elevkonserter. Bland hans elever märks den svenske sångläraren Karl Adam Lagerheim. I Kristiania uppträdde han sista gången som Ernani 1876.